# Eduard Hufeland
Eduard Hufeland (Taufname Carl Wilhelm Eduard; geb. 24. Dezember 1790 in Weimar; gest. 23. November 1840 in Schweidnitz, Provinz Schlesien) war ein preußischer Landrat und Arzt.

## Herkunft
Eduard Hufeland war der Sohn des Arztes und Professors der Medizin in Jena und Berlin Christoph Wilhelm Hufeland (1762–1836) und dessen Ehefrau Juliane Wilhelmina Friedericka Amelung (1771–1845). Seine Kindheit verbrachte er teilweise in Weimar, Jena und auf dem Landgut seines Vaters bei Darmstadt. Zunächst besuchte er noch mit seiner älteren Schwester Wilhelmina, genannt Minna (1789–1859), eine öffentliche Schule in Jena, wurde jedoch im Anschluss von einem Hauslehrer unterrichtet. Zu Hause hatte er einige Male die Gelegenheit Gäste seines Vaters sehen, unter ihnen Fichte, Goethe und Schiller. Im Jahr 1801 zog er mit seinen Eltern nach Berlin und erhielt dort Hausunterricht von Heinrich Luden. Ab Ostern 1806 besuchte er als Sekundaner das Graue Kloster in Berlin. Im Jahr 1809 begann er an der Albertus-Universität Königsberg ein Studium der Medizin, verbunden mit dem Wunsch, sich auch in der Landwirtschaft weiterzubilden. Schon im Jahr darauf wechselte er daher auf das Mustergut Möglin, um sich bei Albrecht Daniel Thaer, einem Agrarwissenschaftler, ausbilden zu lassen. Während die Anstellung Thaers als Professor an der neu gegründeten Universität zu Berlin noch bis zum Herbst 1810 auf sich warten ließ, schrieb sich Hufeland als erster Studiosus der Medizin an der Universität ein. Als er bis 1813 gleichzeitig Landwirtschaft und Medizin studiert hatte, wurde er zum Militärdienst eingezogen, der jedoch nur bis zum Frieden von 1814 dauern sollte. Nachdem er seine Studien fortgesetzt und schließlich sein Examen und die Verteidigung der Dissertation bestanden hatte, erhielt er am 16. Mai 1815 die Doktorwürde. Schon kurze Zeit später erhielt er die Erlaubnis als Arzt öffentlich zu praktizieren. Noch 1815 zog er auf das von ihm erworbene Gut Marxdorf nebst Zubehör bei Schweidnitz, wo er als Arzt praktizierte und sich der Landwirtschaft widmete. 1833 wurde er von den Kreisständen zum Landrat des Landkreises Schweidnitz gewählt, dem kurz darauf die Bestätigung durch den König folgte. Das Amt als Landrat übte er bis zum Jahr 1840 aus, Nachfolger wurde Eduard von Gellhorn.

## Familie
Eduard Hufeland war mit Karoline († 26. Juni 1862), Tochter des Professor Friedrich Albrecht Carl Gren und Adoptivtochter des Chemikers Sigismund Friedrich Hermbstädt, verheiratet. Ein Sohn aus dieser Ehe war der Leutnant Friedrich Wilhelm Sigismund Maximilian von Hufeland (* 30. Juni 1822 in Schweidnitz; † 6. September 1862 ebenda). Er war seit Juli 1852 mit Marie Wolf († 9. Februar 1881 in Schweidnitz), verheiratet. Die Tochter Angelika Rosalie (* 26. März 1824 in Marxdorf; 28. November 1898 in Schweidnitz) war seit dem 28. Oktober 1846 mit dem Gutsbesitzer Friedrich von Dresky (* 27. September 1823; 1. Oktober 1891), verheiratet.

## Auszeichnungen
- Russischer Stanislausorden III. Klasse[2]
- 1836: Roter Adlerorden IV. Klasse[2]
- 1838: Russischer St. Annenorden II. Klasse[2]

## Publikationen
- Dissertation: de usu transfusionis sanguinis praecipue in asphyxia; Berol. 1815. 8. OCLC 741996877
- Auch eine Stimme aus Preußen über die jetzige Zeit, Verfassungswesen, Landstände und polnische Angelegenheiten, Verlag: Hirschwald, Berlin, 1833. OCLC 249540773
- Mehrere Aufsätze unter dem Namen „G. Agricola“ in den schlesischen Provinz-Blättern; z. B. im Band 98, 1833, S. 30 und im Band 99, S. 135 sowie eine Reihe von Beiträgen in der Schlesischen Landwirtschaftlichen Monatsschrift.[2]